# Колобовское сельское поселение (Кировская область)
Колобовское сельское поселение  — муниципальное образование в составе Немского района Кировской области России, существовавшее в 2006 — 2011 годах.
Центр — село Колобово.

## История
Колобовское сельское поселение образовано 1 января 2006 года согласно Закону Кировской области от 07.12.2004 № 284-ЗО.
Законом Кировской области от 5 июля 2011 года № 18-ЗО  поселение упразднено, все населённые пункты включены в состав  Немского сельского поселения.

## Состав
В состав поселения входили 3 населённых пункта:
- село Колобово
- деревня Воронец
- деревня Козлянка